# Tunisie aux championnats du monde d'athlétisme
Le palmarès de la Tunisie aux championnats du monde d'athlétisme est de trois médailles obtenues entre les premiers championnats organisés en 1983 à Helsinki et ceux de 2015 à Pékin. De ce fait, la Tunisie est classée au 57e rang des pays dans le tableau des médailles de l'histoire des mondiaux d'athlétisme.
Dans le détail, on compte une médaille d'or, une médaille d'argent et une médaille de bronze.

## Médaillés
| Nom           | Médaille d'or | Médaille d'argent | Médaille de bronze | Total |
| Habiba Ghribi | 1             | 1                 | 0                  | 2     |
| Hatem Ghoula  | 0             | 0                 | 1                  | 1     |

| Classement |